# Estadio Boutique de Barrio Jardín
Das Estadio Boutique de Barrio Jardín (deutsch Stadion des Stadtviertels Jardín), auch kurz La Boutique genannt, ist ein Stadion im Stadtviertel Jardín der in der argentinischen Stadt Córdoba. 

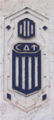
Emblem von CA Talleres am Stadion

 Das bereits seit 1931 existierende Stadion wurde mehrfach ausgebaut und fasst heute 15.000 Zuschauer. Es ist das eigentliche Heimstadion des Fußballvereins CA Talleres, dessen Wappen das Stadion ziert. 
Aufgrund des schlechten baulichen Zustandes war das Stadion Anfang des 21. Jahrhunderts zeitweise für die Öffentlichkeit gesperrt, Talleres trug seine Spiele daher meist, wie auch andere ortsansässige Vereine im Estadio Mario Alberto Kempes aus. Im April 2008 wurde es nach Renovierungsarbeiten wiedereröffnet.